# Breuville
Breuville är en kommun i departementet Manche i regionen Normandie i norra Frankrike. Kommunen ligger i kantonen Bricquebec som tillhör arrondissementet Cherbourg. År 2022 hade Breuville 405 invånare.

## Befolkningsutveckling
Antalet invånare i kommunen Breuville
| Referens: INSEE |